# 红姜花
红姜花又名紅薑花（学名：Hedychium coccineum）为姜科姜花属下的一个种。
红姜花植株茎高1.5-2米，叶片狭线形，长25-50cm，宽3-5cm；花红色。生长于林中，分布于中国西藏、云南、广西等省区及印度、斯里兰卡。

## 扩展阅读
- 維基物種上的相關：红姜花